# Grilex
Guillermo Esteban (Madrid, 1996), conegut com a Grilex, és un raper madrileny. Va compondre la seva primera cançó amb disset anys per alliberar-se d'una malaltia que patia el seu germà petit, i va fer rap convencional fins que el 2017 es va convertir al cristianisme, el que va suposar una evolució de la seva música. Entre els seus singles més coneguts hi ha Ephemeral. Va participar en el festival andorrà de música cristiana Canòlich Músic del 2021.